# August Wilson
August Wilson, född Frederick August Kittel Jr. 27 april 1945  i Pittsburgh i Pennsylvania, död 2 oktober 2005 i Seattle i Washington, var en amerikansk dramatiker.

## Biografi
August Wilson lämnade skolan som 15-åring efter att ha anklagats för plagiat. 1968 var han medgrundare till Black Horizons Theatre i Pittsburgh åt vilken han skrev och regisserade under tio år. Han publicerade även poesi i olika tidskrifter. Hans genombrottspjäs var Ma Rainey's Black Bottom som gick upp på Broadway och var den första i hans magnum opus, The Pittsburgh Cycle som består av tio pjäser. Man får följa en svart familj i Pittsburgh genom hela 1900-talet. I första delen, Gem of the Ocean, får man möta Aunt Ester Tyler som är en överlevare från slaveriets tid. Fences tilldelades Pulitzerpriset för bästa drama 1987 liksom The Piano Lesson 1990. Fyra ytterligare pjäser i cykeln nominerades: Joe Turner's Come and Gone (1989), Two Trains Running (1992), Seven Guitars (1995) och King Hedley II (2000). Bland övriga utmärkelser han tilldelats kan nämnas hela tio New York Drama Critics’ Circle Award för bästa talpjäs. 2005 hedrades han med att Virginia Theater på Broadway döptes om till August Wilson Theater. 2009 öppnades The August Wilson Center for African American Culture i Pittsburgh. 2013 lades hans barndomshem i Pittsburgh, August Wilson House, till i National Register of Historic Places.

## The Pittsburgh Cycle
- Gem of the Ocean (om 1900-talets första decennium, 2003)
- Joe Turner's Come and Gone (om 1910-talet, 1986)
- Ma Rainey's Black Bottom (om 1920-talet, 1984)
- The Piano Lesson (om 1930-talet, 1987)
- Seven Guitars (om 1940-talet, 1995)
- Fences (om 1950-talet, 1985)
- Two Trains Running (om 1960-talet, 1990)
- Jitney (om 1970-talet, 1982)
- King Hedley II (om 1980-talet, 1999)
- Radio Golf (om 1990-talet, 2005)